# 千景 (ファッションモデル)
千景（ちかげ、1月6日 - ）は、静岡県出身の女性ファッションモデル。ゴシックロリータモデルの中心的存在。
雑誌『KERA』の読者モデルを経て東京DOLLSのボーカリストとして活動する傍ら、『Gothic＆Lolita Bible』のロリータ・ファッション系カリスマ読者モデルとしても活動中である。
2009年12月24日に、ロックバンド東京DOLLSを結成しボーカリストとしてバンド活動を開始し、2012年6月6日解散

## 人物
- 趣味：カラオケ、変な絵を描く事、格闘ゲーム

## 主な活動

### 雑誌
- KERA（インデックス・コミュニケーションズ）
- KERA!MANIAX（インデックス・コミュニケーションズ）
- Gothic&Lolita Bible（インデックス・コミュニケーションズ）
- VISUAL ROCK参戦完全マニュアル（辰巳出版）[1]
- Gothic&Lolita Ensemble（インフォレスト）

他

### カタログモデル
- 中川翔子プロデュースブランド『mmts』カタログモデル
- ロリータブランド『Angelic Pretty』カタログモデル
- ゴスロリブランド『MAXICIMAM』カタログモデル
- 株式会社クリアストーン カタログモデル
- 高品質メイド服『Emily』カタログモデル
- ウイッグ会社『ゼファー』カタログモデル
- ヴィジュアル・ゴシック・パンク・ロック・KERA系ファッション総合サイト『Alice Age』カタログモデル

他

### ショーモデル
- 2003 『天使と悪魔の饗宴』第2回～ロリータの逆襲～
- 2003 『The Cave of Excentric Dolls』～風変わりな人形達の洞窟～Vol.1
- 2003 『The Cave of Excentric Dolls』～風変わりな人形達の洞窟～Vol.2
- 2004 ゴスロリバイブル豪華お茶会Vol.1
- 2004 ゴスロリバイブル豪華お茶会Vol.2
- 2004 ゴスロリバイブル豪華お茶会Vol.3
- 2004 『BABYの甘くて素敵なX'mas会』
- 2005 Individual Fashion EXPO 1st 新木場スタジオコースト
- 2006 Individual Fashion EXPO 2nd 新木場スタジオコースト
- 2007 Individual Fashion EXPO 3rd 文化服装学院大ホール
- 2007 ラフォーレミュージアム『GLPファッションショー』
- 2007 Gothic&Lolita Bible×Angelic Pretty PRESENTS『スウィートポップなクリスマス会』
- 2008 ラフォーレ原宿ファッションショー
- 2008 Individual Fashion EXPO 4th JCB HALL
- 2011 キテる！秋祭×３大ブランドファッションショー
- 2011 h.NAOTO FRILLファッションショーLolita SWEETS PARTY
- 2011 『乙女衣装図鑑 presents 初音ミク×原宿ゴスロリブランド★コラボプロジェクトファッションショー』
- 2011 The　worlds grandest party of lolita
- 2011 魔法の国のアリス～ALICE IN MAGICALLAND～
- 2012 魔法の国のアリス～ALICE IN MAGICALLAND～ ライブ＆ファッションショー in ニコファーレ
- 2012 SWEET LOLITA PARTY 2012 by h.NAOTO
- 2012 Hair Fashion Culture Event SPLASH INTERNATIONAL 2012 in 両国国技館
- 2012 PUTUMAYO members『Ｔｅａ Ｐａｒｔｙ』

他

### 書籍
- 2005 大槻ケンヂ短編集「ゴスロリ幻想劇場」

ゴシック・アンド・ロリータやロリータ・ファッションの専門誌「Gothic & Lolita Bible」に連載されていた大槻ケンヂによる短編集

### イラストモデル
- 『澤田圭個展ほねっこガールズfeat千景（東京DOLLS）』イラストモデル
- 『恋する乙女のファッションショーにチョコをもらいにやってきた耳男さん展』イラストモデル

### 東京DOLLS
- 千景がボーカルを務めるGothic＆Lolita＆Rock＆Mixture Pop Band
- 2009年12月24日リーダーのremdieを中心に結成、以降都内を中心にライブ活動を展開する。
- バンド名の由来は、発信源が日本である事をアピールする為に、首都『東京』を掲げ、『DOLLS』には千景からの『世界中の女の子が可愛いお人形さんのように愛されますように』という想いが込められている。
- 2010年2月5日発売Visual Rock ライブ参戦完全マニュアル(辰巳出版) 掲載
- 2010年2月24日発売Gothic＆Lolita Ensemble(インフォレスト) 掲載
- 2011年1月28日ロシアメディア Японская мода インタビュー
- 2011年5月19日MISAKO'SカワイイROOM#29 ゲスト出演
- 2011年6月25日Emily's Tea Party Vol.1 ゲスト出演
- 2011年7月28日MISAKO'SカワイイROOM#38 ゲスト出演
- 2011年8月3日マキシシングル『Dear…』発売
- 2011年9月1日フリーペーパーPOP☆UNITED Vol.51 掲載
- 2011年9月1日～9月30日フリーペーパーPOPUNITED紙面掲載バトル２位
- 2011年10月28日カラオケの鉄人グループ全店で『Dear…』配信開始
- 2011年11月2日カラ鉄チャンネル出演
- 2011年11月04日～11月23日カラオケの鉄人主催 再生回数バトル２位
- 2011年11月30日日本テレビ系列『スッキリ!!』出演
- 2011年11月30日カラ鉄チャンネル出演
- 2011年12月09日オムニバスアルバム『ポピュ☆ログ 2011 Winter』発売
- 2011年12月14日Angelic Pretty 's Tea Party ゲスト出演
- 2012年2月1日フリーペーパーPOP☆UNITED Vol.56 掲載
- 2012年2月3日POP☆UNITEDオールスターズ -お楽しみTALK SHOW!!- Vol.3出演
- 2012年2月5日乙女衣装図鑑 presents魔法の国のアリス～ALICE IN MAGICALLAND～ライブ＆ファッションショー in ニコファーレに千景がモデルとして出演し、全BGMと効果音をremdieが手掛ける。
- 2012年3月3日FM世田谷 カオルのMusictrain Caféゲスト出演
- 2012年3月4日Earth Song Station・TV ゲスト出演
- 2012年5月16日POP☆UNITEDオールスターズ -お楽しみTALK SHOW!!- Vol.4 千景とremdieが出演
- 2012年4月3日カラオケの鉄人グループ全店で『大好っき！』配信開始
- 2012年4月3日カラオケの鉄人グループ全店で『大好っき！』PV配信開始
- 2012年6月6日解散
- 2012年6月19日カラオケの鉄人グループ全店で『Dear...』PV配信開始

### TV
- 裏ジャニ[2]（テレビ東京）
- スッキリ!![3]（日本テレビ）
- 2012年5月19日 Akiba.TV 『えにのえになるてれび』公開収録生放送ゲスト出演
- 2012年5月22日 アイドル生放送局　青山アイドルブティック試着室
- 2012年5月29日 アイドル生放送局　青山アイドルブティック試着室
- 2012年6月12日 アイドル生放送局　青山アイドルブティック試着室